# Saint-Pardoux-Morterolles
Pour les articles homonymes, voir Saint-Pardoux.
Saint-Pardoux-Morterolles est une commune française située dans le département de la Creuse en région Nouvelle-Aquitaine.

## Géographie
Le Tourtoulloux, le ruisseau du Pic et le Rio Fourtou se rassemblent à 500 mètres du Compeix. Ils forment les cascades et champs de pierres d’Augerolles. Elles parcourent 4,650 kilomètres en passant à côté d'Augerolles puis de Saint-Pardoux. L'environnement de Saint-Pardoux-Morterolles évolue comme l'ensemble du paysage du plateau de Millevaches. Les landes disparaissent peu à peu au profit des plantations des résineux. L'agriculture est en déclin laissant les prairies envahies par des friches.
| Mansat-la-Courrière     | Soubrebost                | Vidaillat             |
| Faux-Mazuras            | Saint-Pardoux-Morterolles | Saint-Pierre-Bellevue |
| Saint-Junien-la-Bregère | Saint-Martin-Château      | Royère-de-Vassivière  |

### Climat
Pour des articles plus généraux, voir Climat de la Nouvelle-Aquitaine et Climat de la Creuse.
Historiquement, la commune est exposée à un climat montagnard.  
En 2020, Météo-France publie une typologie des climats de la France métropolitaine dans laquelle la commune est exposée à un climat de montagne et est dans la région climatique  Ouest et nord-ouest du Massif Central, caractérisée par une pluviométrie annuelle de 900 à 1 500 mm, maximale en automne et en hiver.
Pour la période 1971-2000, la température annuelle moyenne est de 9,7 °C, avec une amplitude thermique annuelle de 14,5 °C. Le cumul annuel moyen de précipitations est de 1 292 mm, avec 13,9 jours de précipitations en janvier et 8,9 jours en juillet. Pour la période 1991-2020, la température moyenne annuelle observée sur la station météorologique la plus proche, située sur la commune de Bourganeuf à 8 km à vol d'oiseau, est de 10,8 °C et le cumul annuel moyen de précipitations est de 1 184,0 mm,. Pour l'avenir, les paramètres climatiques de la commune estimés pour 2050 selon différents scénarios d’émission de gaz à effet de serre sont consultables sur un site dédié publié par Météo-France en novembre 2022.

## Urbanisme

### Typologie
Au 1er janvier 2024, Saint-Pardoux-Morterolles est catégorisée commune rurale à habitat très dispersé, selon la nouvelle grille communale de densité à 7 niveaux définie par l'Insee en 2022.
Elle est située hors unité urbaine et hors attraction des villes,.

### Occupation des sols
L'occupation des sols de la commune, telle qu'elle ressort de la base de données européenne d’occupation biophysique des sols Corine Land Cover (CLC), est marquée par l'importance des forêts et milieux semi-naturels (77,4 % en 2018), en augmentation par rapport à 1990 (76,1 %). La répartition détaillée en 2018 est la suivante :
forêts (67 %), prairies (14,1 %), milieux à végétation arbustive et/ou herbacée (10,4 %), zones agricoles hétérogènes (8,5 %). L'évolution de l’occupation des sols de la commune et de ses infrastructures peut être observée sur les différentes représentations cartographiques du territoire : la carte de Cassini (XVIIIe siècle), la carte d'état-major (1820-1866) et les cartes ou photos aériennes de l'IGN pour la période actuelle (1950 à aujourd'hui).

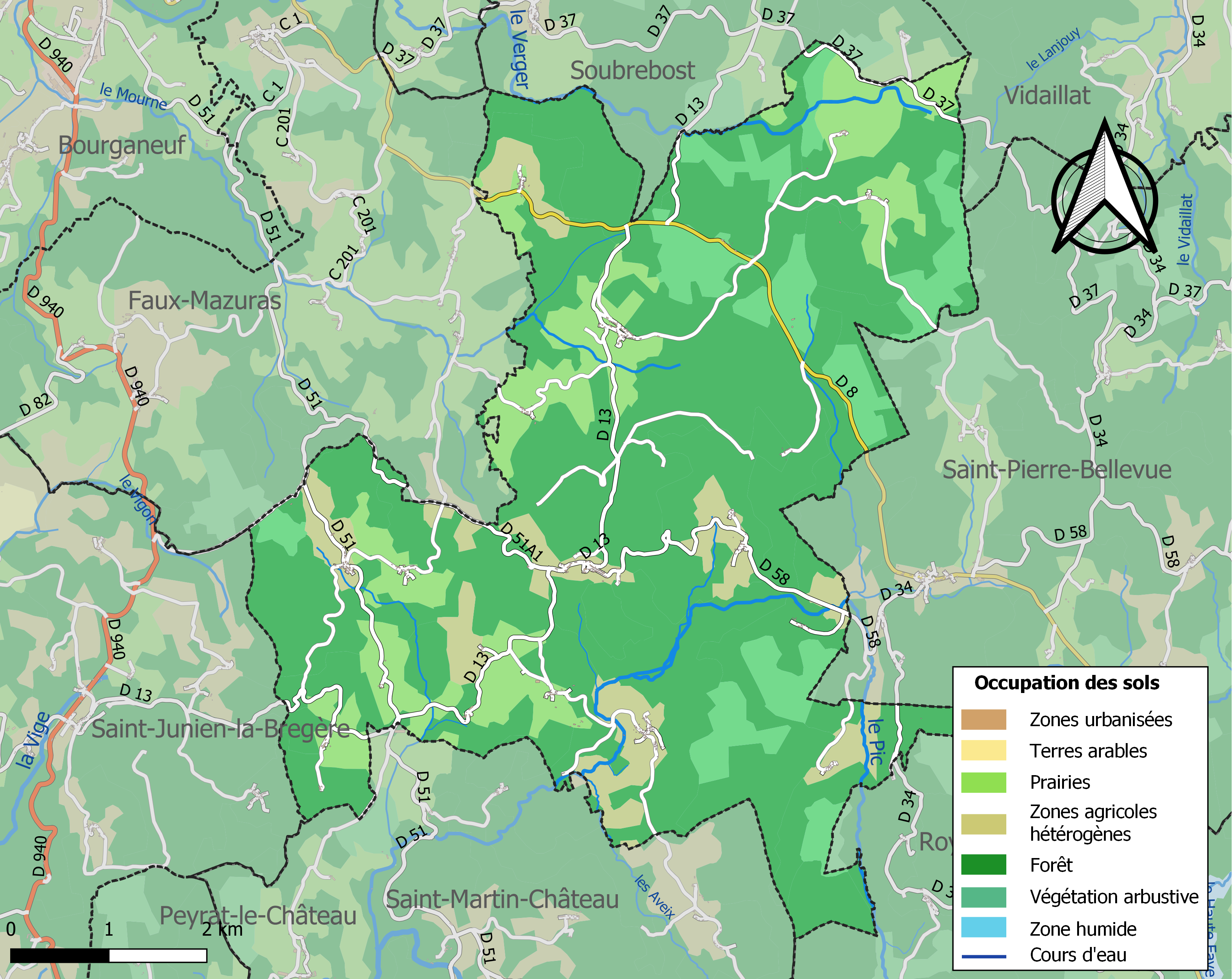
Carte des infrastructures et de l'occupation des sols de la commune en 2018 (CLC).

#### Transport routier
- Réseau TransCreuse

### Risques majeurs
Le territoire de la commune de Saint-Pardoux-Morterolles est vulnérable à différents aléas naturels : météorologiques (tempête, orage, neige, grand froid, canicule ou sécheresse) et séisme (sismicité faible). Il est également exposé à un risque particulier : le risque de radon. Un site publié par le BRGM permet d'évaluer simplement et rapidement les risques d'un bien localisé soit par son adresse soit par le numéro de sa parcelle.

#### Risques naturels

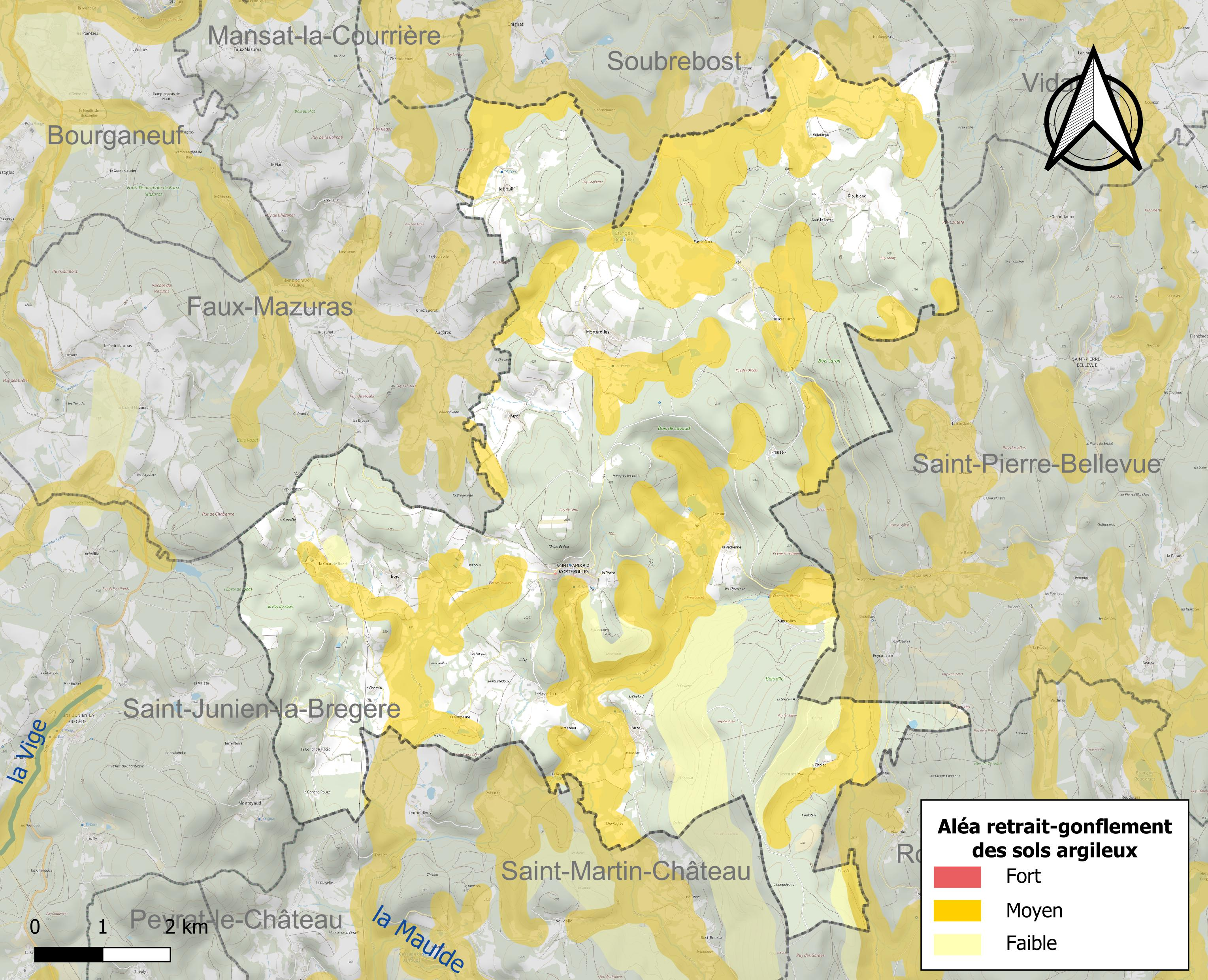
Carte des zones d'aléa retrait-gonflement des sols argileux de Saint-Pardoux-Morterolles.

Le retrait-gonflement des sols argileux est susceptible d'engendrer des dommages importants aux bâtiments en cas d’alternance de périodes de sécheresse et de pluie. 31,8 % de la superficie communale est en aléa moyen ou fort (33,6 % au niveau départemental et 48,5 % au niveau national). Sur les 243 bâtiments dénombrés sur la commune en 2019, 56 sont en aléa moyen ou fort, soit 23 %, à comparer aux 25 % au niveau départemental et 54 % au niveau national. Une cartographie de l'exposition du territoire national au retrait gonflement des sols argileux est disponible sur le site du BRGM,.
Par ailleurs, afin de mieux appréhender le risque d’affaissement de terrain, l'inventaire national des cavités souterraines permet de localiser celles situées sur la commune.
La commune a été reconnue en état de catastrophe naturelle au titre des dommages causés par les inondations et coulées de boue survenues en 1982 et 1999. Concernant les mouvements de terrains, la commune a été reconnue en état de catastrophe naturelle au titre des dommages causés par des mouvements de terrain en 1999.

#### Risque particulier
Dans plusieurs parties du territoire national, le radon, accumulé dans certains logements ou autres locaux, peut constituer une source significative d’exposition de la population aux rayonnements ionisants. Certaines communes du département sont concernées par le risque radon à un niveau plus ou moins élevé. Selon la classification de 2018, la commune de Saint-Pardoux-Morterolles est classée en zone 3, à savoir zone à potentiel radon significatif.

## Toponymie
L'hagiotoponyme Saint-Pardoux fait référence à Pardulphe de Guéret.
Morterolles est attesté sous les formes Morteyroulx en 1648, Morterol (sans date).

Du latin mortarium qui signifie mortier, vase à piler, auge de maçon, ou un endroit boueux.
Sent Pardós Morteiròu en limousin.

## Histoire
- Communauté de prêtres au XVIe siècle.
- Les deux communes de Saint-Pardoux-Lavaud et de Morterolles ont fusionné en 1965 pour former l'actuelle commune.

### Les Hospitaliers
Ne doit pas être confondu avec la commanderie de Morterolles, commune de Bessines-sur-Gartempe en Haute-Vienne.
Morterolles au nord de la commune était une seigneurie et une paroisse de l'ordre de Saint-Jean de Jérusalem dépendante du prieuré hospitalier de Bourganeuf jusqu'à la Révolution française. Il existait au nord de Limoges en Haute-Vienne une commanderie de Morterolles dont l'existence est avérée en tant que telle depuis 1374-75, appelée ensuite Morterolles-sur-Semme.

## Politique et administration

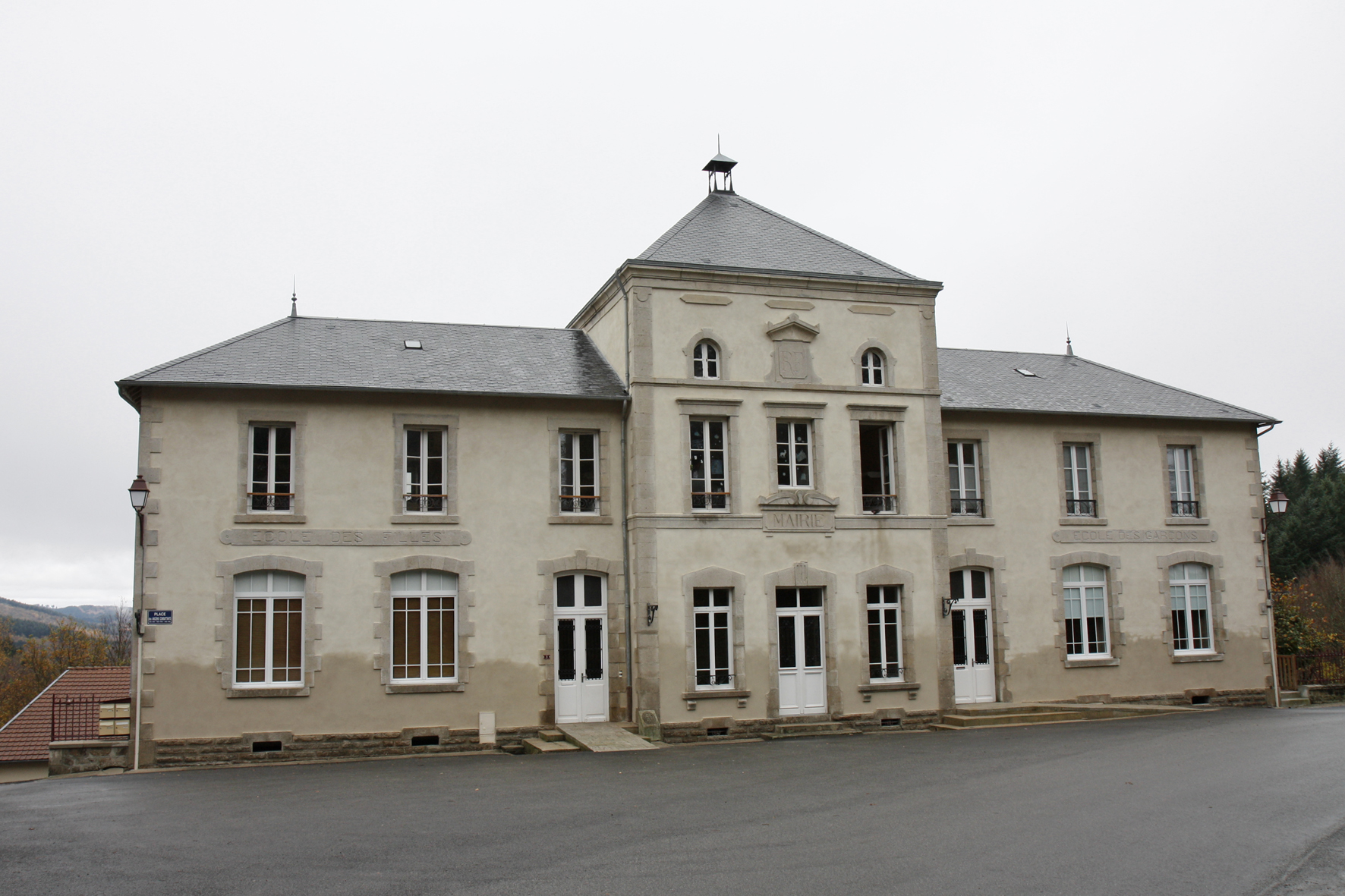
Mairie.

| Période | Période       | Identité        | Étiquette | Qualité                                                 |
| ------- | ------------- | --------------- | --------- | ------------------------------------------------------- |
| 1983    | Novembre 2018 | Bernard Laborde | PS        | Ancien conseiller général, directeur d’hôpital retraité |
| 2018    | En cours      | Patrice Pataud  |           | Agent de maîtrise                                       |

## Démographie

### Évolution démographique
L'évolution du nombre d'habitants est connue à travers les recensements de la population effectués dans la commune depuis 1793. Pour les communes de moins de 10 000 habitants, une enquête de recensement portant sur toute la population est réalisée tous les cinq ans, les populations de référence des années intermédiaires étant quant à elles estimées par interpolation ou extrapolation. Pour la commune, le premier recensement exhaustif entrant dans le cadre du nouveau dispositif a été réalisé en 2006.

En 2022, la commune comptait 211 habitants, en évolution de +3,43 % par rapport à 2016 (Creuse : −3,32 %, France hors Mayotte : +2,11 %).
| 1793 | 1800 | 1806 | 1821 | 1831 | 1836 | 1841 | 1846 | 1851 |
| ---- | ---- | ---- | ---- | ---- | ---- | ---- | ---- | ---- |
| 700  | 735  | 762  | 785  | 897  | 932  | 927  | 915  | 966  |

| 1856 | 1861 | 1866 | 1872 | 1876 | 1881 | 1886 | 1891 | 1896 |
| ---- | ---- | ---- | ---- | ---- | ---- | ---- | ---- | ---- |
| 914  | 866  | 886  | 919  | 942  | 882  | 861  | 878  | 868  |

| 1901 | 1906 | 1911 | 1921 | 1926 | 1931 | 1936 | 1946 | 1954 |
| ---- | ---- | ---- | ---- | ---- | ---- | ---- | ---- | ---- |
| 778  | 743  | 765  | 620  | 629  | 532  | 479  | 392  | 328  |

| 1962 | 1968 | 1975 | 1982 | 1990 | 1999 | 2006 | 2011 | 2016 |
| ---- | ---- | ---- | ---- | ---- | ---- | ---- | ---- | ---- |
| 298  | 366  | 286  | 254  | 254  | 242  | 218  | 221  | 204  |

| 2021 | 2022 | - | - | - | - | - | - | - |
| ---- | ---- | - | - | - | - | - | - | - |
| 208  | 211  | - | - | - | - | - | - | - |

## Culture locale et patrimoine

### Lieux et monuments

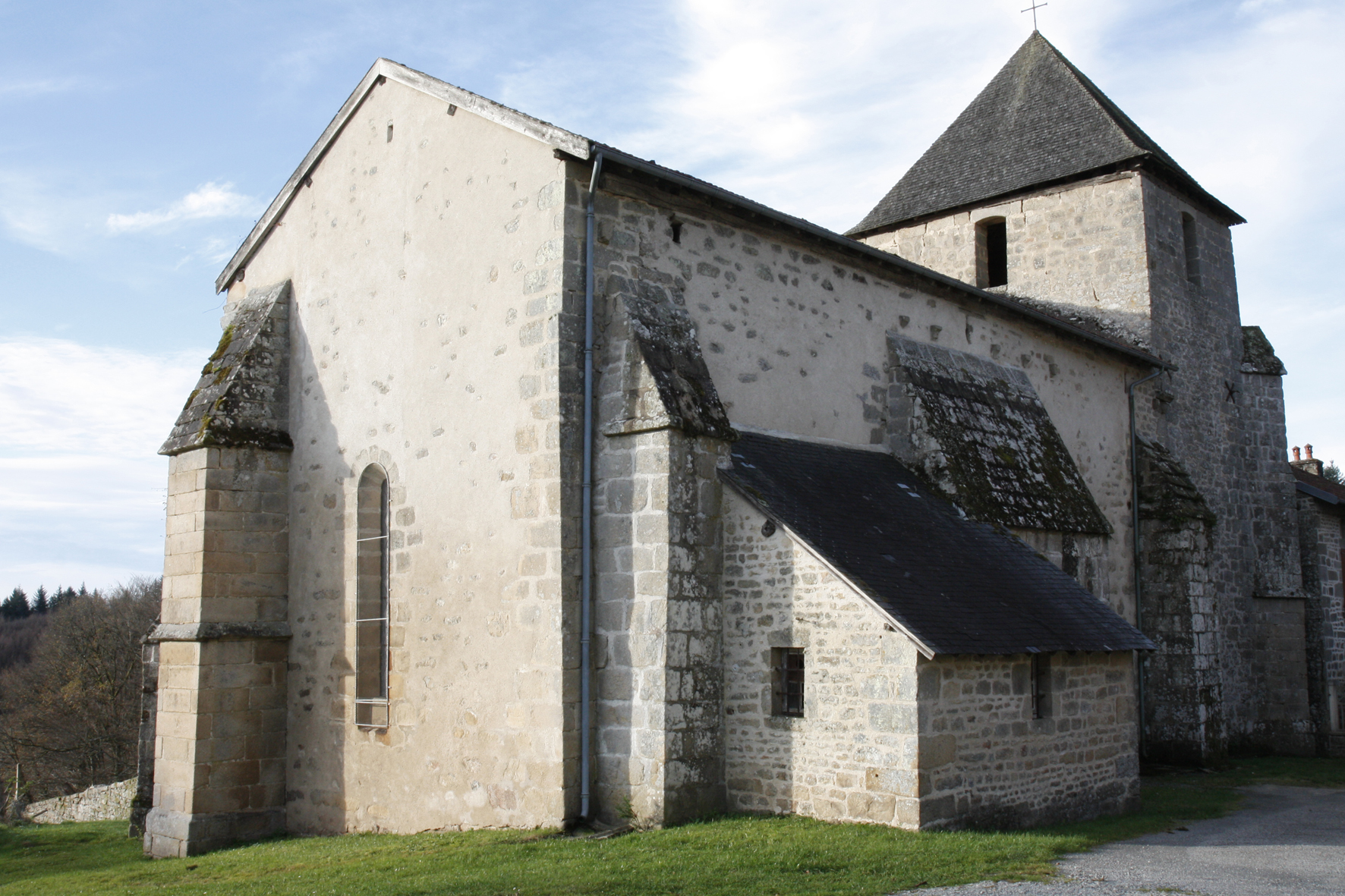
Église.

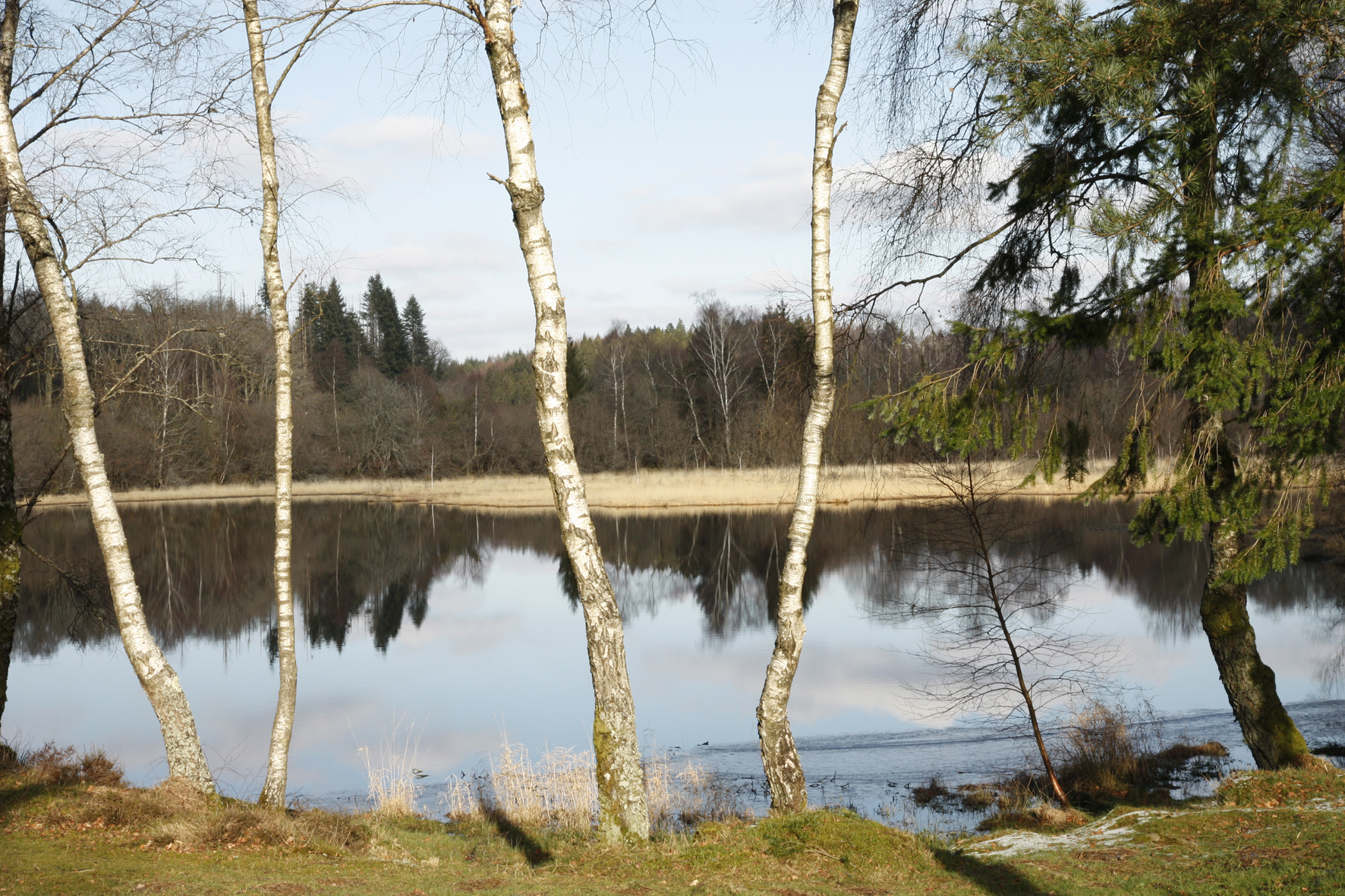
Étang de Bourdeau.

#### Églises
- Église Saint-Pardoux à Saint-Pardoux (monument historique)  L'église de Saint-Pardoux a été bâtie sur une éminence, à mi-côte d'une haute montagne, appelée le Pétru, en tête de la vallée qui s'allonge jusqu'à Masgrangeas, en face de la colline sur laquelle sont perchés l'église et le bourg de Saint-Martin-Château. Elle aurait été érigée en 1178, sous le règne de Louis VII le Jeune, si l'on s'en rapporte à la date inscrite sur l'une des pierres qui ferment la clef de voûte de la chapelle latérale située du côté du midi. Sur une autre pierre de la voûte de cette chapelle on voit gravées dans un écusson les deux lettres B P, qui sont probablement les initiales du fondateur de l'église. Le presbytère était autrefois construit dans un jardin, aujourd'hui transformé en pré ; il fut démoli en 1793. Lors de l'édification du nouveau presbytère, près de l'église, on y transporta et l'on plaça à la porte d'entrée une pierre de taille portant la date de 1690. A cent mètres de l'église, dans la direction de l'ouest, se trouve un monticule surmonté d'un gros rocher, d'où l'on découvrait un magnifique panorama. Le sommet de ce rocher a la forme d'un fauteuil. Au dire de la légende, Saint-Pardoux venait s'y reposer et méditer. Sur le clocher qui précède ce collatéral est cette inscription, en caractères en relief : A. D. AJ CCCC NONAGS° VIII. ONCTA. « Anno Domini 1498 oncta ou consecrata ». Elle nous donne le terme de cette restauration et nous fixe d'une manière positive sur le style de nos constructions xv siècle. Plusieurs centaines d'églises du Limousin, à la même époque, étaient reconstruites ou restaurées. François Tissier, curé de Saint-Pardoux, enrichit son église d'une nouvelle cloche, ainsi que le constate la mention suivante qu'il en a faite aux registres paroissiaux: « Le 22e du susdit mois et an (décembre (1647), a été bénite la troisième cloche de cette église, par moi soussigné, avec permission de Monseigneur de Limoges, en présence de M Jehan Savy, notaire, et de M Piene Savy, aussi notaire, qui ont signés ». La nef est surélevée d'un étage accessible par un escalier à vis qui fut construit en partie en creusant dans les anciens contreforts. A une époque indéterminée, mais probablement au début du XIIIe siècle, une petite chapelle seigneuriale fut créée au nord de la nef. Le mur gouttereau fut remplacé par une baie plein cintre, un contrefort servit de mur de fond et le mur opposé recouvrit en partie la moulure du portail. Cette chapelle voûtée en berceau fut couverte en dalles de pierres. Près de deux siècles se passèrent avant que de nouveaux travaux viennent modifier l'aspect particulièrement austère de cette église. C'est au début du XVe siècle que fut ajouté, au côté sud une nouvelle nef. Le mur gouttereau sud fut percé de trois grandes baies en arc brisé. La poussée de voûtes fut assurée par quatre nouveaux contreforts. La voûte est en berceau plein cintre en blocage. Le chœur est séparé de la nef par deux demi-colonnes engagées portant un doubleau de section carrée. Le chevet plat est éclairé par une longue baie plein cintre, n'ayant que 0m,70 de largeur de lumière pour un large ébrasement intérieur de 2m,40. Il existait probablement huit contreforts pour maintenir la voûte. On en distingue encore trois sur la façade Nord, un sur le chevet, deux sur la façade Sud. Il reste la trace de la base d'un contrefort dans la seconde nef et un autre paraît avoir été complètement supprimé également dans cette nef au Sud. Une grande fenêtre, semblable à celle du chevet, était située à la façade ouest, mais elle a été démontée et remployée Deux petites baies plein cintre avec ébrasements intérieurs éclairaient le nef : elles ont été également déplacées. La porte d’entrée est située au nord, du côté où se trouvait la cour du prieuré. Cette baie en tiers point, ornée de trois redents, garnis de colonnettes en délit, est surmontée de trois archivoltes à boudins toriques, reposants sur six chapiteaux. Ces chapiteaux ont déjà les feuilles en forme de crosse de l’extrême fin du XIIe siècle, époque confirmée par les bases à tores et scotie avec griffes aux angles. Deux demi-colonnettes engagées et appareillées supportent un quatrième cintre de même profil, mais aplati. A gauche de cette porte, se trouve intérieurement un bénitier, certainement de la même époque, composé d'une cuve de granit tout unie. A droite de la porte d'entrée se trouve une piscine baptismale. Elle servait à l'administration du baptême par immersion supposant que le catéchumène soit partiellement ou totalement plongé dans l'eau. On trouve également une autre piscine baptismale incrustée dans le mur de la nouvelle nef. On trouve également une cuve baptismale du 12e siècle portant sur une face la représentation de la lune, et sur l'autre face le soleil. Sources : Z. Thoumieux assisté de Ch. A. Paquet Extraits du "Dictionnaire topographique archéologique et historique de la Creuse" (André Lecler.).
- Extraits des mémoires de l’année 1926 de la société des sciences naturelles et archéologiques de la Creuse.
- Église Sainte-Anne-Saint-Sébastien à Morterolles du XIXe siècle.
- La chapelle Saint-Gilles dite également de Saint-Giry, située au nord-est de Morterolles, était une annexe de l'église Sainte-Anne de Morterolles à l'époque des Hospitaliers[21].

#### Alentours
- Le GR de pays des cascades, landes et tourbières est un circuit de 65 kilomètres permettant de relier Royère-de-Vassivière à Bourganeuf en passant par Saint-Pierre-Bellevue, Saint-Pardoux-Morterolles, Faux-Mazuras, Saint-Martin-Château et Saint-Junien-la-Bregère. Le circuit permet de visiter de nombreux sites naturels et monuments remarquables de la région : tourbières, Cascade des Jarrauds, moulin d'Augerolles, tour Zizim, pont de planche en granit, croix, églises, sites inscrits des Gorges du Verger et des Roches du Mazuras… Le circuit peut s'effectuer à pied en trois ou quatre jours ou en un ou deux jours en VTT ou à cheval[27].

### Personnalités liées à la commune
- Eugène France (1906-1944), militant communiste et un résistant creusois.